# Me (kana)
En l'escriptura japonesa, els caràcters sil·làbics め (hiragana) i メ (katakana) són dues mores que ocupen la 34a posició en el sistema modern d'ordenació alfabètica gojūon (五十音), entre む i も; i la 40a en el poema iroha, entre ゆ i み. En la taula de la dreta, que segueix l'ordre gojūon (per columnes, i de dreta a esquerra), め es troba a la setena columna (ま行, «columna MA») i la quarta fila (え段, «fila E»). En fonologia, una mora és la unitat superior al segment i inferior a la síl·laba.
Tant め com メ provenen del kanji 女.

## Romanització
Segons els sistemes de romanització Hepburn modificat, Kunrei-shiki i Nihon-shiki, め, メ es romanitzen com a «me».

## Escriptura
|  | El caràcter め s'escriu amb dos traços: 1. Traç que comença sent quasi vertical, però es corba cap a la dreta. 2. Traç corb que comença en la part superior del caràcter, baixa i a partir d'aquí descriu un arc de circumferència molt ample. S'assembla molt al caràcter の, però comença un poc més amunt. |
|  | El caràcter メ s'escriu amb dos traços: 1. Traç diagonal avall a l'esquerra, i lleugerament corb, semblant al caràcter ノ. 2. Traç curt, aproximadament diagonal avall a la dreta, i un poc corb. El caràcter sencer s'assembla a una aspa, encara que un dels traços és més llarg que l'altre.               |

## Altres representacions
- Sistema Braille:[6]

| ●● |

- Alfabet fonètic: 「明治のメ」 («la me de Meiji», que fa referència tant a l'emperador Meiji, Mutsuhito, com al període en què va regnar al Japó)
- Codi Morse: －・・・－[7]